# Lasermicrofoon
Een lasermicrofoon is een microfoon die werkt met behulp van de reflectie van een laserstraal. Deze laserstraal kan bijvoorbeeld op een raam gericht worden. Aan de andere kant van het raam wordt er geluid geproduceerd (een gesprek, muziek, en andere omgevingsgeluiden), hierdoor gaat het raam trillen en functioneren als een groot membraan. Doordat de laserstraal reflecteert op het trillende oppervlak wordt een trillende lichtstraal teruggestuurd naar een optische detector. Deze trillende lichtstraal wordt via deze sensor omgezet in een elektrisch signaal en via een versterker en een luidspreker omgezet in een auditief signaal. Met andere woorden, men kan de geluiden aan de andere kant van het membraan (glas) hoorbaar maken. Met het grote voordeel dat enige afstand tussen het membraan (glas) en de waarnemer bewaard kan worden. Dit is een ideaal instrument voor spionage.